# Legio XXX Ulpia Victrix
Legio trigesima Ulpia victrix ou Legio XXX Ulpia Victrix ("Trigésima Legião Vitoriosa de Trajano") era uma legião do exército imperial romano criada em 100 d.C. pelo imperador Trajano (r. 98–117) para servir nas Guerras Dácias. Esta unidade esteve ativa até ser debandada na fronteira do Reno no início do século V. Seus emblemas eram os deuses Netuno e Júpiter e o Capricórnio de Augusto. "Úlpia" é uma referência à gente de Trajano (Ulpia) e o cognome "Victrix" ("Vitoriosa") foi resultado dos combates na Dácia.

## História
O primeiro acampamento desta unidade foi na região da Dácia, na fronteira do Danúbio, embora seja possível que pelo menos alguns destacamentos da legião tenham participado da campanha parta de Trajano. Em 122, a legião foi levada para Colonia Ulpia Traiana (moderna Xanten), na Germânia Inferior, onde permaneceu pelos séculos seguintes, primordialmente cuidando das obras civis e dos assuntos públicos.
No final do século II e início do século III, vexillationes da XXX Ulpia Victrix foram deslocados para apoiar campanhas na Gália, Mauritânia e outras províncias romanas, principalmente por causa da paz reinante na Germânia Inferior.
Durante a guerra civil de 193, a XXX Ulpia Victrix apoiou Sétimo Severo, que concedeu-lhe o epíteto de "Pia Fidelis" ("Fiel e leal").

## Crise do terceiro século
A trigésima foi utilizada pelo imperador Alexandre Severo em sua campanha de 235 contra os sassânidas e é quase certo que ela se envolveu nas guerras de Galiano contra os francos na década de 250. Lúcio Petrônio Tauro Volusiano, que tornar-se-ia prefeito pretoriano em 260 e prefeito urbano em meados da década de 260, era o primipilo da legião. Ele apoiou o Império Gálico de Póstumo (r. 260–274) e, sem dúvida, a trigésima sofreu grandes perdas quando Aureliano depôs Tétrico I na sangrenta Batalha dos Campos Cataláunicos (em Châlons-en-Champagne) em 274.
Com a reorganização do exército romano por Constâncio I Cloro, as legiões fronteiriças perderam sua importância frente aos comitatus, os corpos militares principais, baseados em cavalaria, que ficavam atrás das limes. O colapso da fronteira do Reno (408-10) marcou o fim desta legião.